# Ebneria poecila
Ebneria poecila är en insektsart som beskrevs av Heinrich Hugo Karny 1920. Ebneria poecila ingår i släktet Ebneria och familjen vårtbitare. Inga underarter finns listade i Catalogue of Life.